# Campeonato del Perú de ajedrez
El Campeonato de Perú de ajedrez es una competición para definir al mejor jugador de ajedrez en el Perú. Se viene celebrando desde 1942 y en el 2018, fue ganada por Kevin Cori. Ilustres ajedrecistas peruanos han ganado en varias ediciones este torneo, así como Orestes Rodríguez en 5 ocasiones y Julio Granda también en 5 ediciones.

## Campeonato nacional absoluto

### Varones
| Edición | Año  | Campeón[1]                    |
| ------- | ---- | ----------------------------- |
| I       | 1942 | José Andrés Pérez             |
| II      | 1943 | José Andrés Pérez             |
| III     | 1947 | Felipe Pinzón Sánchez         |
| IV      | 1949 | Julio Súmar Casis             |
| V       | 1950 | Felipe Pinzón Sánchez         |
| VI      | 1951 | Felipe Pinzón Sánchez         |
| VII     | 1952 | Felipe Pinzón Sánchez         |
| VIII    | 1953 | José Andrés Pérez             |
| IX      | 1955 | José Andrés Pérez             |
| X       | 1957 | Néstor Del Pozo               |
| XI      | 1960 | Mario de la Torre             |
| XII     | 1961 | Oscar Quiñones Carrillo       |
| XIII    | 1962 | Carlos Espinoza Rivasplata    |
| XIV     | 1963 | Oscar Quiñones Carrillo       |
| XV      | 1964 | Oscar Quiñones Carrillo       |
| XVI     | 1965 | Oscar Quiñones Carrillo       |
| XVII    | 1966 | Oscar Quiñones Carrillo       |
| XVIII   | 1968 | Orestes Rodríguez             |
| XIX     | 1969 | Orestes Rodríguez             |
| XX      | 1970 | Orestes Rodríguez             |
| XXI     | 1971 | Orestes Rodríguez             |
| XXII    | 1972 | Orestes Rodríguez             |
| XXIII   | 1973 | Guillermo Ruiz                |
| XXIV    | 1974 | Carlos Pesantes               |
| XXV     | 1975 | Héctor Bravo Sedamanos        |
| XXVI    | 1976 | Héctor Bravo Sedamanos        |
| XXVII   | 1978 | Manuel Gonzales Bernal        |
| XXVIII  | 1979 | Carlo Robbiano Piura          |
| XXIX    | 1980 | Pedro García Toledo           |
| XXX     | 1981 | Víctor Vílchez Talavera       |
| XXXI    | 1982 | Jorge Peláez Conti            |
| XXXII   | 1984 | Manuel Gonzales Bernal        |
| XXXIII  | 1985 | Juan Reyes Larenas            |
| XXXIV   | 1986 | Javier García Toledo          |
| XXXV    | 1987 | Henry Urday Cáceres           |
| XXXVI   | 1988 | Jorge Pacheco Asmat           |
| XXXVII  | 1989 | Marcos Osorio                 |
| XXXVIII | 1990 | Carlo Robbiano Piura          |
| XXXIX   | 1993 | Jorge Pacheco Asmat           |
| XL      | 1994 | Julio Granda Zúñiga           |
| XLI     | 1995 | Julio Granda Zúñiga           |
| XLII    | 1996 | Julio Granda Zúñiga           |
| XLIII   | 1997 | Julio Granda Zúñiga           |
| XLIV    | 1998 | Mario Belli Pino              |
| XLV     | 1999 | Henry Urday Cáceres           |
| XLVI    | 2000 | Filemón Cruz Lima             |
| XLVII   | 2001 | Carlomagno Oblitas Guerrero   |
| XLVIII  | 2002 | Emilio Córdova                |
| XLIX    | 2003 | Carlomagno Oblitas Guerrero   |
| L       | 2004 | Carlomagno Oblitas Guerrero   |
| LI      | 2005 | Italo Antonino Mesones Prada  |
| LII     | 2006 | Jorge Cori                    |
| LIII    | 2007 | Ernesto Ramos                 |
| LIV     | 2008 | Renato Alfredo Terry Luján    |
| LV      | 2009 | Efraín Palacios               |
| LVI     | 2010 | Efraín Palacios[2]            |
| LVII    | 2011 | Efraín Palacios               |
| LVIII   | 2012 | Giuseppe Leiva[3]             |
| LIX     | 2013 | Elfer Cutipa[4]               |
| LX      | 2015 | Renato Alfredo Terry Luján[5] |
| LXI     | 2016 | Fernando Fernández[6]         |
| LXII    | 2017 | Giuseppe Leiva                |
| LXIII   | 2018 | Kevin Cori                    |
|         | 2022 | Jorge Cori                    |
|         | 2023 | Marco Delgado Romero          |
|         | 2024 | Fernando Fernandez Sanchez    |

### Mujeres
| Edición | Año  | Campeona                 |
| ------- | ---- | ------------------------ |
|         | 1997 | Silvana Pacheco Gallardo |
|         | 2000 | Karen Zapata             |
|         | 2002 | Karen Zapata             |
|         | 2003 | Karen Zapata             |
|         | 2004 | Karen Zapata             |
|         | 2007 | Ingrid Aliaga            |
|         | 2008 | Ann Chumpitaz            |
|         | 2009 | Ingrid Aliaga            |
|         | 2010 | Ann Chumpitaz[2]         |
|         | 2011 | Ingrid Aliaga            |
|         | 2012 | Ingrid Aliaga[7]         |
|         | 2013 | Nicole Valdivia Cano[4]  |
|         | 2015 | Mitzy Caballero[5]       |
|         | 2016 | Ingrid Aliaga[6]         |
|         | 2017 | Ingrid Aliaga            |
|         | 2018 | Ann Chumpitaz            |
|         | 2022 | Mitzy Caballero          |
|         | 2023 | Fiorella Contreras       |
|         | 2024 | Fiorella Contreras       |